# سور (منطق)
یک سور (به انگلیسی: quantifier) در منطق، یک عملگر است که تعیین‌کننده آن است که «چند مورد» در دامنه سخن یک فرمول باز را برآورده می‌سازد. برای مثال سور عمومی {\displaystyle \forall } در فرمول مرتبه اول {\displaystyle \forall xP(x)} بیان کننده آن است که هر چیزی در دامنه، باید ویژگی نشان‌داده شده با {\displaystyle P} را برآورده سازد. از جهت دیگر، سور وجودی {\displaystyle \exists } در فرمول {\displaystyle \exists xP(x)} بیان می‌کند که موردی در دامنه وجود دارد که ویژگی {\displaystyle P} را برآورده می‌سازد. فرمولی که در آن یک سور، گسترده‌ترین دامنه‌اش را می‌گیرد، یک فرمول کمی‌شده (به انگلیسی: quantified formula) نام دارد. یک فرمول کمی‌شده که باید حتماً شامل یک متغیر پابند، و یک زیرفرمول (که تعیین‌کننده یک ویژگی از مرجع آن متغیر است) باشد.

## ریشه‌شناسی
«سور» کلمه‌ای عربی است و به معنای (بارو) حصار و دیوار گرداگرد شهر است. سورها قلمرو اعضای موضوع مورد بحث را مشخص می‌کنند. از نظر منطق‌دانان، وجه تشابه سور با دیوار شهر آن است که دیوار گرداگرد شهر، محدود و قلمرو شهر را مشخص می‌کند و الفاظ (سورها) به کار رفته در گزاره نماها، مرز و قلمرو اشیا مورد استفاده در گزاره نماها را تعیین می‌کنند.
سورها به دو دستهٔ سورهای وجودی و عمومی تقسیم می‌شوند.